# Shogufa Safi
Shogufa Safi (Afeganistão, 2003) é uma maestrina afegã.

## Carreira
Shogufa Safi dirige a primeira orquestra só de mulheres do Afeganistão, chamada Zohra e formada por mulheres de entre 13 e 20 anos, muitas de famílias pobres. O grupo toca música tradicional afegã e clássica ocidental.
Em 2014, eles fizeram as primeiras atuações tanto dentro quanto fora do seu país. Formalmente, o grupo formou-se em 2016 com músicos do Instituto Nacional de Música do Afeganistão. Em 2017, atuaram no Fórum Econômico Mundial e, em 2019, fizeram uma tournê no Reino Unido.
Quando os talibãs voltaram ao poder, em 2021, o instituto onde ensaiavam fechou, e eles fugiram do país. Em 2021, atuaram em Doha. No mesmo ano, começaram os trâmites para reconstruir a orquestra em Portugal, depois que este país os concedeu asilo. Portugal acolheu um total de 764 refugiados afegãos, entre os quais havia 273 músicos do Instituto Nacional do Afeganistão.
Shogufa Safi faz parte das 100 mulheres mais inspiradoras de 2021 da BBC.